# Peter A. Stewart
Pour les articles homonymes, voir Peter Stewart et Stewart.
Peter A. Stewart est un physiologiste canadien (1921-1993).
Il est connu pour son approche originale de la compréhension de l'équilibre acido-basique chez les êtres vivants. Le point d'orgue de son travail a été la publication en 1981, de son ouvrage de référence How to understand acid-base physiology (Elsevier) dans lequel il expose méthodiquement son approche de l'équilibre acide-base. Les droits de cet ouvrage ont été rachetés par un groupe de physiologistes néerlandais qui le mettent gracieusement en consultation libre sur internet ()

## Biographie
Peter A. Stewart est né et a grandi à Winnipeg (Manitoba). Il suit l'enseignement de l'université de Manitoba jusqu'à l'obtention, avec mention, d'une licence en 1943. Mobilisé durant la Seconde Guerre mondiale, dans la marine canadienne, il commande une batterie de radars. Après la guerre, il poursuit ses études à l'université du Minnesota où il décroche un M.S. de physique et de mathématiques en 1949 puis un Ph.D. en biophysique en 1951. Le  Dr Stewart est un membre fondateur de la société biophysique (Biophysic society) et un disciple de Markle dans la médecine universitaire. Il a commencé sa carrière universitaire à l'université de l'Illinois, d'abord dans le département de physiologie, puis à l'institut neuropsychiatrique en tant que professeur auxiliaire de neurophysiologie. En 1954 il rejoint l'université Emory où il est nommé professeur associé de physiologie, de physique et de biométrie. Profitant d'un congé sabbatique au laboratoire national de Brookhaven, il acquiert les compétences de biologiste moléculaire et fait l'admiration de ses collègues. En effet, l'un d'entre eux, Pierre Galletti, M.D., Ph.D., rapporte qu'« il pouvait enseigner n'importe quelle partie des cours de physiologie destiné aux étudiants en médecine et dentaires, et a été un conseiller efficace pour une grande population d'étudiants diplômés, dont plusieurs  occupent aujourd'hui des positions éminentes dans nos universités les plus importantes. »
En 1965 Peter Stewart rejoint l'université Brown comme professeur de science médicale. Il y développe un programme d'études dans lequel les mathématiques, la physique, la chimie et la biologie sont enseignées comme une science unifiée et centrée sur l'application des méthodes mathématiques et analytiques à la compréhension des systèmes physiologiques. De 1977 à 1983, le Dr Stewart travaille comme directeur au Commonwealth Fund Interface Program où l'on a enseigné à des générations d'étudiants comment associer des disciplines scientifiques et des valeurs humanistes. Son départ à la retraite, avec son épouse Babette Stewart, brillante scientifique, est l'occasion de créer un prix décerné par le Program in Liberal Medical Education pour honorer les étudiants qui exemplifient le mieux les valeurs humanistes qu'il a promues, centrée sur une éducation libérale fondée sur la science. Peter Stewart a servi de conseiller au groupe de facteurs humains de Lockheed Aircraft Corporation, et a été pendant de nombreuses années un membre du NIH Committee for the Medical Scientist Training Program et également un membre du National Institute of General Medical Sciences Research Career Award Committee.
L'intérêt du Dr Stewart pour la physiologie acide-base s'est développé concommitamment avec son engagement pour l'enseignement et son approche unifiée à la science. En 1981, son livre sur « comment comprendre la physiologie acido-basique », a été édité par Elsevier.
En 1983, Peter Stewart se retire sur l'île d'Orcas dans le détroit de Juan de Fuca près de Seattle WA. Il souffre d'insuffisance cardiaque et d'arythmie ventriculaire mais continue néanmoins à consacrer ses années de retraite au service du bien public. Il est administrateur fondateur de la bibliothèque publique d'Eastsound sur l'île d'Orcas et également membre du Comité consultatif de l'eau du comté. Bien que passionné dans ses engagements aussi bien pour l'excellence en science comme dans ses engagements communautaires Peter Stewart laisse à  ses collègues et amis le souvenir de son sourire, de ses manières douces, de ses talents musicaux, et de son style simple et son sens de l'humour. Il a enrichi les vies de ceux qui l'entouraient avec sa gaieté à toute épreuve et son éternel optimisme.
Cette notice bibliographique est une traduction libre de l'article In Mémoriam publié sur le site Acidbase.org avec l'aimable autorisation du Pr Paul Elbers.